# Danuta Hübner
Danuta Maria Hübner z domu Młynarska (ur. 8 kwietnia 1948 w Nisku) – polska ekonomistka i polityk, profesor nauk ekonomicznych.
W latach 1997–1998 szef Kancelarii Prezydenta RP, w latach 2001–2003 szef UKIE, w latach 2003–2004 minister-członek Rady Ministrów w rządzie Leszka Millera, pierwszy reprezentujący Polskę komisarz w Unii Europejskiej (ds. polityki regionalnej), posłanka do Parlamentu Europejskiego VII, VIII i IX kadencji.

## Życiorys

### Wykształcenie i działalność zawodowa
Absolwentka X Liceum Ogólnokształcącego im. Królowej Jadwigi w Warszawie. W 1971 ukończyła studia na Wydziale Handlu Zagranicznego Szkoły Głównej Planowania i Statystyki, w 1974 doktoryzowała się na tej uczelni, a w 1980 została doktorem habilitowanym. 18 lutego 1992 uzyskała tytuł profesora nauk ekonomicznych. Została wykładowczynią w Katedrze Ekonomii Rozwoju i Polityki Ekonomicznej SGH.
Pod koniec lat 80. odbywała staż w ramach stypendium Programu Fulbrighta na Uniwersytecie Kalifornijskim w Berkeley, a w 1994 w Centre for European Studies na Uniwersytecie Sussex. Wykładała na California State University w San Jose. W latach 70. przebywała na stypendium w madryckim Universidad Autonoma. W pierwszej połowie lat 90. przewodniczyła Społecznej Radzie Planowania przy Centralnym Urzędzie Planowania.
Od 1992 była redaktorem naczelnym miesięcznika „Gospodarka Narodowa” oraz zastępcą redaktora naczelnego dwumiesięcznika „Ekonomista”.

### Działalność publiczna
W latach 1970–1987 należała do Polskiej Zjednoczonej Partii Robotniczej. Od tego czasu pozostaje bezpartyjna. Należała do Stowarzyszenia „Ordynacka”.
W 1994 została doradcą wicepremiera Grzegorza Kołodki ds. społecznych, a od 1 lipca 1994 do 15 października 1996 pełniła funkcję wiceministra przemysłu i handlu. W 1996 współorganizowała nowo utworzony Urząd Komitetu Integracji Europejskiej.
W 1997 otrzymała propozycję prowadzenia Kancelarii Prezydenta RP Aleksandra Kwaśniewskiego, funkcję tę pełniła do 1998. Jesienią tego samego roku została zastępcą sekretarza wykonawczego Europejskiej Komisji Gospodarczej (agendy ONZ), od 2000 do 2001 pełniła zaś funkcję sekretarza wykonawczego (w randze zastępcy sekretarza generalnego ONZ).
Po wyborach parlamentarnych w 2001 zastąpiła Jacka Saryusza-Wolskiego na stanowisku sekretarza KIE i szefa UKIE, mianowano ją również wiceministrem spraw zagranicznych. Po referendum akcesyjnym z czerwca 2003 została ministrem-członkiem Rady Ministrów. Przez półtora roku reprezentowała Polskę w Konwencie Europejskim.
W styczniu 2004 została rekomendowana przez Komisję Spraw Zagranicznych na polskiego komisarza w Brukseli. W maju tego samego roku objęła stanowisko komisarza, członka Komisji Europejskiej przy Pascalu Lamy, francuskim komisarzu ds. handlu. W listopadzie 2004 została komisarzem ds. polityki regionalnej w nowo utworzonej Komisji Europejskiej pod kierownictwem José Manuela Durão Barroso.
W 2004 została matką chrzestną okrętu ORP „Kondor”, który odwiedziła w 2011. Zaangażowała się w działalność Kongresu Kobiet, ruchu i powstałego na jego bazie stowarzyszenia, działającego na rzecz równego statusu kobiet i mężczyzn. W 2011 została premierem w gabinecie cieni Kongresu Kobiet.
W 2009 została kandydatką Platformy Obywatelskiej w wyborach do PE jako lider listy w okręgu Warszawa. Mandat eurodeputowanej uzyskała z wynikiem 311 018 głosów. Przyjmując mandat, złożyła rezygnację z członkostwa w Komisji Europejskiej. 20 lipca 2009 została przewodniczącą Komisji Rozwoju Regionalnego w PE.
W 2014 z powodzeniem ubiegała się o reelekcję w wyborach europejskich.
W wyborach do Parlamentu Europejskiego w 2019 kandydowała z listy komitetu wyborczego Koalicja Europejska ponownie w okręgu wyborczym nr 4 (Warszawa), uzyskując po raz kolejny mandat poselski. W 2024 nie wystartowała w kolejnych wyborach europejskich.

## Wyniki w wyborach ogólnopolskich
| Wybory | Komitet wyborczy                   | Komitet wyborczy      | Organ                             | Okręg | Wynik            |
| ------ | ---------------------------------- | --------------------- | --------------------------------- | ----- | ---------------- |
| 2009   |                                    | Platforma Obywatelska | Parlament Europejski VII kadencji | nr 4  | 311 018 (37,61%) |
| 2014   | Parlament Europejski VIII kadencji | Platforma Obywatelska | 225 546 (29,56%)                  | nr 4  |                  |
| 2019   |                                    | Koalicja Europejska   | Parlament Europejski IX kadencji  | nr 4  | 146 746 (10,59%) |

## Odznaczenia i wyróżnienia
W 1996 prezydent Aleksander Kwaśniewski, w uznaniu wybitnych zasług w służbie publicznej, odznaczył ją Krzyżem Kawalerskim Orderu Odrodzenia Polski. W 1997 została odznaczona portugalskim Orderem Zasługi. W 2014 odebrała francuską Legię Honorową w klasie oficera.
W 2003 otrzymała honorowe obywatelstwo Niska. W 2007 otrzymała Nagrodę Specjalną Lewiatana przyznaną przez Konfederację Lewiatan.

## Życie prywatne
Córka Ryszarda Młynarskiego i Stefanii. Jej ojciec był pracownikiem pionu śledczego powiatowego UBP w Nisku. W 1971 zawarła związek małżeński. Ma dwie córki – Ewę i Karolinę.